# Wybory parlamentarne w ZSRR w 1974 roku
Wybory parlamentarne w ZSRR w 1974 roku – wybory parlamentarne do Rady Najwyższej IX kadencji. Odbyły się 16 czerwca 1974. 

## Historia
W wyniku wyborów wyłoniono skład Rady Najwyższej IX kadencji, wybierając w 767 jednomandatowych okręgach 767 deputowanych Rady Związku i 750 deputowanych do Rady Narodowości (również w jednomandatowych okręgach) na podstawie czteroprzymiotnikowego prawa wyborczego. Łącznie w Radzie Najwyższej IX kadencji zasiadło 1517 deputowanych. 
Do udziału w głosowaniu uprawnieni byli obywatele, którzy ukończyli 18 lat. O mandaty w Radzie mogli się ubiegać, ci którzy przekroczyli wiek 23 lat. Frekwencja w wyborach wyniosła według oficjalnych danych 99,98%. Wśród deputowanych znaleźli się członkowie KPZR, związków zawodowych i Komsomołu oraz bezpartyjni. 52,4% deputowanych Rady Związku znalazła się w niej po raz pierwszy (w przypadku Rady Narodowości odsetek ten wyniósł 59,2), 19% – po raz drugi, 11% – po raz trzeci, 8,5% – po raz czwarty, a 0,4% – po raz dziewiąty. Zgodnie z zasadą parytetu 35% deputowanych reprezentowało płeć żeńską, 65% – męską. 